# Trimble Inc.
Trimble — компания, работающая в области разработок систем определения местоположения по сигналам спутниковых систем глобальной навигации (GPS), а также занимающаяся разработкой и продвижением геодезических приборов (тахеометров, нивелиров, спутниковых приемников).
Компания Trimble была основана Чарли Тримблом (Charlie Trimble) в 1978 году со штаб-квартирой в г. Саннивейл (Калифорния, США). На сегодня штат насчитывает более 7000 сотрудников в 33 странах по всему миру, включая США, Латинскую Америку, Западную и Восточную Европу, Россию, Австралию, Новую Зеландию и Азию.

## Продукция
Геодезическая продукция Trimble включает:
- Спутниковое оборудование
- Электронные тахеометры
- Цифровые нивелиры
- Оптические нивелиры и теодолиты
- Устройства сбора данных и полевые контроллеры
- Программное обеспечение для инженерно-геодезических строительных работ
- Опорные постоянно действующие спутниковые станции
- Системы позиционирования в строительстве
- Лазерное оборудование и лазерные 3D сканеры
- Системы точного земледелия
- Программное обеспечение для сельскохозяйственных предприятий